# Theoretische Meteorologie
Die theoretische Meteorologie beschäftigt sich mit den Grundlagen der Atmosphärenphysik unter Verwendung von Methoden der mathematischen Physik.
Wichtige Wegbereiter waren:
- Max Margules (Margules-Front)
- Vilhelm Bjerknes (Polarfronttheorie)
- Carl-Gustaf Rossby (Rossby-Wellen)
- Hans Ertel (hydrodynamische Wirbelsätze)
- Jule Gregory Charney (quasigeostrophische Theorie, barokline Instabilität und numerische Wettervorhersage).

Heutzutage rückt die theoretische Meteorologie immer mehr in den Hintergrund, da moderne meteorologische Problemstellungen meistens nur noch mit Methoden der numerischen Strömungsmechanik (CFD) bearbeitet werden. 